# 15 أغسطس
- السبت
- الأحد
- الاثنين
- الثلاثاء
- الأربعاء
- الخميس
- الجمعة

- 261 صفر 1447  هـ
- 272 صفر 1447  هـ
- 283 صفر 1447  هـ
- 294 صفر 1447  هـ
- 305 صفر 1447  هـ
- 316 صفر 1447  هـ
- 17 صفر 1447  هـ
- 28 صفر 1447  هـ
- 39 صفر 1447  هـ
- 410 صفر 1447  هـ
- 511 صفر 1447  هـ
- 612 صفر 1447  هـ
- 713 صفر 1447  هـ
- 814 صفر 1447  هـ
- 915 صفر 1447  هـ
- 1016 صفر 1447  هـ
- 1117 صفر 1447  هـ
- 1218 صفر 1447  هـ
- 1319 صفر 1447  هـ
- 1420 صفر 1447  هـ
- 1521 صفر 1447  هـ
- 1622 صفر 1447  هـ
- 1723 صفر 1447  هـ
- 1824 صفر 1447  هـ
- 1925 صفر 1447  هـ
- 2026 صفر 1447  هـ
- 2127 صفر 1447  هـ
- 2228 صفر 1447  هـ
- 2329 صفر 1447  هـ
- 241 ربيع الأول 1447  هـ
- 252 ربيع الأول 1447  هـ
- 263 ربيع الأول 1447  هـ
- 274 ربيع الأول 1447  هـ
- 285 ربيع الأول 1447  هـ
- 296 ربيع الأول 1447  هـ
- 307 ربيع الأول 1447  هـ
- 318 ربيع الأول 1447  هـ
- 19 ربيع الأول 1447  هـ
- 210 ربيع الأول 1447  هـ
- 311 ربيع الأول 1447  هـ
- 412 ربيع الأول 1447  هـ
- 513 ربيع الأول 1447  هـ

15 أغسطس أو 15 آب أو يوم 15 \ 8 (اليوم الخامس عشر من الشهر الثامن) هو اليوم السابع والعشرون بعد المئتين (227) من السنوات البسيطة، أو اليوم الثامن والعشرون بعد المئتين (228) من السنوات الكبيسة وفقًا للتقويم الميلادي الغربي (الغريغوري). يبقى بعده 138 يوما لانتهاء السنة.

## أحداث
- 1096 - انطلاق حملة الفقراء التي سبقت الحملة الصليبية الأولى.
- 1912 - أحمد الهيبة يدخل مراكش ويُبايع سلطاناً على المغرب.
- 1914 - افتتاح قناة بنما للملاحة البحرية بين المحيطين الأطلسي والهادي.
- 1918 - قطع العلاقات الدبلوماسية بين الولايات المتحدة وروسيا وذلك في أعقاب الثورة البلشفية.
- 1929 - اندلاع ثورة البراق في القدس وذلك ردًا على مطالبة اليهود بالاستيلاء على حائط البراق، وقد قمع البريطانيون الانتفاضة بقوة وصفت بالوحشية.
- 1945 - اليابان تقبل بشروط الحلفاء المتعلقة بالاستسلام في الحرب العالمية الثانية.
- 1947 -
  - الإعلان عن استقلال الهند عن المملكة المتحدة.
  - محمد علي جناح - مؤسس دولة باكستان - يقسم اليمين كأول حاكم عام لباكستان في كراتشي.
- 1948 - الإعلان عن قيام جمهورية كوريا وذلك في الشطر الجنوبي من شبه جزيرة كوريا.
- 1960 - استقلال الكونغو برازافيل عن فرنسا.
- 1975 - اغتيال رئيس بنغلاديش مجيب الرحمن في انقلاب عسكري.
- 1990 - العراق يسحب قواته من إيران ويعلن قبوله «بمعاهدة الجزائر 1975» والقاضية بتقسيم شط العرب بينهما.
- 2007 -
  - مقتل أكثر من 250 شخص وجرح 500 آخرين في أربعة تفجيرات بصهريج نفط و3 سيارات مُفخخة في بلدتي القحطانية والعدنانية ذات الغالبية اليزيدية في محافظة نينوى في العراق.
  - رئيس الوزراء الإسرائيلي بنيامين نتنياهو يفوز برئاسة حزب الليكود بأغلبية 73.2%
- 2009 - مصرع 55 شخص ما بين سيدة وطفل إثر احتراق خيمة أفراح في منطقة العيون في الكويت.
- 2013 - اكتشاف نوع جديد من الثديَّيات في الأنديز لأوَّل مرَّة منذ 35 عامًا، ينتمي لفصيلة الراكونيَّات أُطلق عليه تسمية الأولينغويتو.
- 2015 -
  - إلقاء القبض على الشيخ اللُبناني أحمد الأسير الحُسيني في مطار بيروت الدولي، بتهُمة التحريض والمشاركة في مواجهات مسلحة مع الجيش اللبناني.
  - سلسلة تفجيرات بواسطة عدَّة عُبوات وسيَّارات مُفخخة تهز العاصمة العراقيَّة بغداد توقع نحو عشرين قتيل وأكثر من مائة جريح.
- 2019 - نجاة جميع رُكَّاب طائرة رحلة خطوط الأورال الجوية 178 البالغ عددهم 233 راكبًا بعد اصطدام طيور بِكِلا المُحركين، ونجاح الطيَّار في الهُبُوط بِالطائرة هُبوطًا اضطراريًّا.
- 2021 - حركة طالبان تستعيد السيطرة على أفغانستان وتتوّج حملتها العسكرية بتسلّم كابل بعد إنهيار الحكومة الأفغانية وقواتها ومغادرة الرئيس الأفغاني أشرف غني السلطة إثر الإنسحاب الأمريكي من البلاد.
- 2022 - فوز وليام روتو في الانتخابات العامة الكينية بنسبة 50.49%، ليصبح الرئيس الخامس لكينيا منذ الاستقلال.

## مواليد
- 1195 - القديس أنطونيو، قديس برتغالي.
- 1432 - لويجي بولشي، شاعر إيطالي.
- 1769 - نابليون بونابرت، قائد عسكري ثم إمبراطور فرنسي.
- 1771 - والتر سكوت، شاعر وأديب اسكتلندي.
- 1879 - إثيل باريمور، ممثلة أمريكية.
- 1880 - خليل أبي اللمع، سياسي ومحام لبناني.
- 1883 - جميل بطرس حلوة، شاعرٌ مَهْجري دمشقي.
- 1888 - توماس إدوارد لورنس، رجل استخبارات بريطاني معروف باسم لورنس العرب.
- 1890 - جاك إبرت، موسيقي فرنسي.
- 1892 - لويس دي بروي، عالم فيزياء فرنسي حاصل على جائزة نوبل في الفيزياء عام 1929.
- 1896 - جرتي كوري، عالمة كيمياء حيوية أمريكية حاصلة على جائزة نوبل في الطب لعام 1947.
- 1912 - جوليا تشايلد، طاهية أمريكية.
- 1925 - هدى سلطان، ممثلة مصرية.
- 1926 - كوستاس ستيفانوبولوس، رئيس يوناني.
- 1930 - يحيى الجمل، فقيه دستوري وسياسي مصري.
- 1931 -
  - طلال بن عبد العزيز آل سعود، أمير سعودي ومؤسس حركة الأمراء الأحرار.
  - ريتشارد هيك، عالم كيمياء عضوية أمريكي حاصل على جائزة نوبل في الكيمياء عام 2010.
- 1936 - الطاهر وطار، كاتب جزائري.
- 1936 - صادق عبد الحق، محام وكاتب وشاعر أردني.
- 1944 - هدى حداد، مغنية وممثلة لبنانية.
- 1945 - ألان جوبيه، سياسي فرنسي.
- 1950 - الأميرة آن، ابنه الملكة إليزابيث الثانية.
- 1952 -
  - رودي كارغوس، لاعب كرة قدم ألماني.
  - فايد عبد الجواد إبراهيم، شاعر سوري.
- 1955 - علي العريض، رئيس وزراء تونسي.
- 1958
  - رجاء يوسف، ممثلة سورية.
  - نايف الرجوب، سياسي فلسطيني ووزير سابق.
- 1961 - فارس الحلو، ممثل سوري.
- 1963 -
  - فاليري ليفونيفسكي، سياسي بيلاروسي.
  - فتات سلطان، ممثلة كويتية.
- 1966 - شكري الواعر، حارس مرمى كرة قدم تونسي.
- 1972 - بن أفليك، ممثل أمريكي.
- 1976 -
  - بودوين زيندن، لاعب كرة قدم هولندي.
  - عايدة يوسف، ممثلة سورية.
- 1983 - خالد خلف، لاعب كرة قدم كويتي.
- 1989 - جو جوناس، مغني أمريكي.
- 1990 - جنيفر لورانس، ممثلة أمريكية.

## وفيات
- 423 - هونوريوس، إمبراطور الإمبراطورية الرومانية الغربية.
- 1040 - دنكان الأول، ملك اسكتلندا.
- 1118 - ألكسيوس الأول كومنينوس، إمبراطور الإمبراطورية البيزنطية.
- 1214 - عبد الله بن الحسن القرطبي، عالم مسلم ولغوي وأديب أندلسي.
- 1889 - يوهان هاينريش جيلزر، مؤرخ ودبلوماسي سويسري.
- 1936 - غراتسيا ديليدا، أديبة إيطالية حاصلة على جائزة نوبل في الأدب عام 1926.
- 1951 - فهد العسكر، شاعر كويتي.
- 1967 - رينيه ماغريت، فنان سيريالي بلجيكي.
- 1969 - أحمد معروف عبد الرزاق، كاتب عراقي.
- 1975 - مجيب الرحمن، رئيس بنغلاديش.
- 1977 - ناجي معروف، كاتب عراقي.
- 1982 - هوغو تيورل، طبيب سويدي حاصل على جائزة نوبل في الطب عام 1955.
- 2004 - سوني برغستروم، عالم كيمياء حيوية سويدي حاصل على جائزة نوبل في الطب عام 1982.
- 2009 - عبد اللطيف موسى، زعيم جماعة جند أنصار الله الفلسطينية.
- 2010 -
  - غازي القصيبي، شاعر وأديب وسفير ووزير سعودي.
  - فؤاد أحمد، ممثل مصري.
- 2013 - عبد الرحمن السميط، داعية إسلامي كويتي وصاحب أعمال خيريَّة كثيرة في أفريقيا خصوصًا وعدَّة أنحاء أخرى من العالم.
- 2018 - أبو بكر الجزائري، عالم دين سنة جزائري.
- 2021 - جيرد مولر، لاعب كرة قدم ألماني.

## أعياد ومناسبات
- عيد الاستقلال في الهند.
- اليوم الوطني في كوريا الجنوبية.
- اليوم الوطني في جمهورية الكونغو.
- عيد الأم في كوستاريكا.
- عيد صعود جسد مريم العذراء.
- عيد الصحافة السورية.

## وصلات خارجية
- وكالة الأنباء القطريَّة: حدث في مثل هذا اليوم.
- النيويورك تايمز: حدث في مثل هذا اليوم.
- BBC: حدث في مثل هذا اليوم.